# 蒙古驻上海总领事馆
蒙古国驻上海总领事馆是蒙古设立于中国上海市的总领事馆。2011年，蒙古驻上海领事代理处开设。2019年，代理处升格为总领事馆，成为蒙古在中国设立的第3个总领馆。

## 历史沿革
2008年3月31日，中蒙就蒙古在上海市设立领事代理处达成协议。2011年12月12日，领事代理处正式在沪设立。
自2016年起，蒙方不再委派领事官员在代理处执行公务，相关领事业务由北京大使馆办理。后考虑到在沪工作学习的蒙古公民数量较大，蒙古政府2016年12月决定在上海开设领事馆。
2018年8月，中国国务委员兼外交部长王毅访问蒙古，23日与蒙古外长朝格特巴特尔举行会谈。中方同意蒙方在上海设立总领馆，在满洲里设领。2019年3月26日，中国外交部正式批准蒙古驻上海领事代理处升格为总领事馆。
2019年11月6日，总领事馆举行开馆仪式，首任总领事为亚·尼玛扎布（Yondonsharav Nyamjav）。

## 领区
根据2008年协议，领事代理处時期的领区为上海市、江苏省和浙江省。升格为总领馆后，领区增加安徽省、福建省和江西省。

## 历任总领事
- 亚·尼玛扎布（Yondonsharav Nyamjav，又译雍董沙热瓦·尼玛扎布）[7][8]
- 达·包勒德（Д.БОЛД，又译德·宝勒德）[9][10][11]